# Filetismo

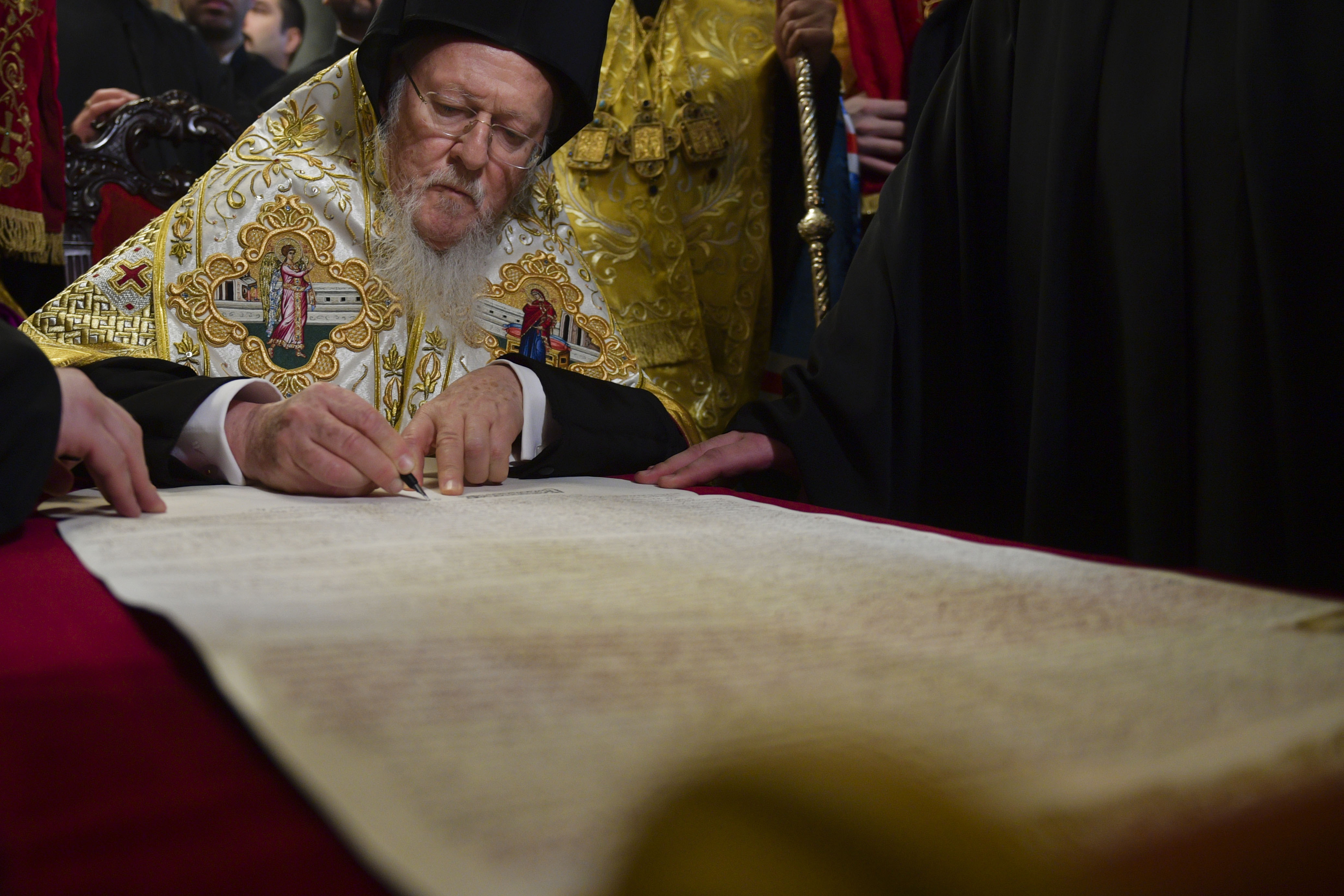
Visita de trabajo del Presidente de Ucrania Petro Poroshenko a la República Turca (2019-01-05)

El filetismo o etnofiletismo (del griego ἔθνος ethnos «nación» y φυλετισμός phyletismos «tribalismo») es el principio de nacionalidades aplicado en el ámbito eclesiástico: en otras palabras, la fusión entre Iglesia y nación. El término etnophyletismos designa la idea de que una Iglesia autocéfala local debe basarse no en un criterio local (eclesial), sino en uno nacional o lingüístico ("etnofiletista"). Fue utilizado en el Santo y Gran Sínodo pan-ortodoxo (Μείζων Meizon "ampliado") en Constantinopla el 10 de septiembre de 1872 para calificar el "nacionalismo filetista (religioso)", que fue condenado como una herejía eclesial moderna: la Iglesia no debe confundirse con el destino de una sola nación o de una sola raza.

## Historia
Después de su emancipación del Imperio Otomano, las iglesias balcánicas libremente desarrollaron sus identidades nacionales y su vida religiosa. Las facultades teológicas estuvieron creadas en Atenas, Belgrado, Sofía, y Bucarest. La Iglesia ortodoxa rumana introdujo la liturgia en el idioma rumano. Aun así, estos desarrollos liberales eran a menudo marcados por rivalidades nacionalistas.
El término filetismo fue acuñado en el Santo y Gran Sínodo pan-ortodoxo que se reunió en Estambul (entonces Constantinopla) en 1872. La reunión fue impulsada por la lucha de los ortodoxos búlgaros contra la dominación del Patriarcado Griego de Constantinopla en las décadas de 1850 y 1860. El descontento con la supremacía del clero griego en Bulgaria había empezado a aumentar en varias diócesis búlgaras ya en el decenio de 1820. Sin embargo, no fue hasta 1850 cuando los búlgaros iniciaron una lucha decidida contra los clérigos griegos en varios obispados exigiendo su sustitución por los búlgaros, así como otros cambios como el uso del idioma búlgaro en la liturgia y los sueldos fijos de los obispos. Para entonces, la mayoría de los dirigentes religiosos búlgaros se habían dado cuenta de que cualquier otra lucha por los derechos de los búlgaros en el Imperio Otomano no podría tener éxito a menos que consiguieran obtener al menos cierto grado de autonomía del Patriarcado de Constantinopla.
El 10 de agosto de 1872 el Sínodo emitió una condena oficial del racismo eclesiástico, o "etno-filetismo", así como su argumentación teológica. Al condenar el filetismo, el Sínodo de Constantinopla había, de hecho, definido un problema de fondo dentro de la Ortodoxia moderna.

Tanto los búlgaros como los griegos han sido acusados de filetismo durante este período, los clérigos griegos en particular por tratar de imponer el idioma griego a los grupos étnicos no griegos, como la población eslava de Macedonia y Tracia, y por difundir ideas nacionalistas de una Gran Grecia. Konstantin Leontiev, un destacado escritor sobre el tema, señala que ambas partes fueron igualmente responsables del cisma, pero diferencia a las dos:

“Tanto ustedes [los griegos] como los búlgaros pueden ser acusados igualmente de filetismo, es decir, de introducir intereses étnicos en las cuestiones de la Iglesia, y en el uso de la religión como arma política; pero la diferencia radica en que el filetismo búlgaro es defensivo, mientras que el suyo es ofensivo. El filetismo de ellos sólo busca marcar los límites de su tribu; el suyo busca cruzar los límites del helenismo..."

## sigloXXI
Aunque las Iglesias Ortodoxas Orientales condenaron el filetismo en 1872, el Patriarca Ecuménico Bartolomé ha declarado que "el nacionalismo sigue siendo uno de los problemas centrales de la Iglesia". El filetismo ha sido una amenaza para la unidad ortodoxa desde el surgimiento del nacionalismo en el siglo XIX, y su impacto en la ortodoxia en Estados Unidos, y en otras áreas de las comunidades étnicas de la diáspora, a lo largo del siglo XX y hasta la actualidad es bien conocido.
Las condiciones detrás del filetismo actual son diferentes de las que rodearon la decisión de 1872 del Sínodo de Constantinopla. En la segunda mitad del siglo XX, ha habido un debate vigoroso y a veces polémico entre los ortodoxos sobre el problema de la diáspora, específicamente la organización de la Iglesia ortodoxa en los países a los que los ortodoxos han emigrado, particularmente desde la Revolución Rusa. El problema es que las diócesis ortodoxas (oficialmente llamadas "jurisdicciones") en la diáspora se superponen unas a otras. El resultado es que generalmente hay varios obispos ortodoxos de diferentes iglesias ortodoxas en las ciudades de la diáspora. Esta situación viola el principio canónico de territorialidad: que cada ciudad y provincia debe tener su propio obispo único. 

### Estados Unidos
En los Estados Unidos, la mayoría de las parroquias ortodoxas orientales son etnocéntricas, es decir, se centran en servir a una comunidad étnica que ha inmigrado del extranjero (por ejemplo, griegos, rusos, rumanos, finlandeses, serbios, árabes, etc.) Muchos cristianos ortodoxos deben viajar largas distancias para encontrar una iglesia local que sea familiar para su origen étnico. Todas las iglesias ortodoxas intentan adaptarse a las de otras tradiciones étnicas con diversos grados de éxito.
 

En junio de 2008, el metropolitano Jonás de la Iglesia Ortodoxa en América pronunció una charla sobre “El episcopado, la primacía y las iglesias madres: una perspectiva monástica” en la Conferencia de la Fraternidad de San Albano y San Sergio en el Seminario Teológico de San Vladimir. 
 El problema no son tanto las múltiples jurisdicciones superpuestas, cada una de las cuales atiende a diversos elementos de la población. Esto podría adaptarse como un medio para lidiar con la diversidad legítima de ministerios dentro de una Iglesia local o nacional. El problema es que no existe una expresión común de unidad que supere las divisiones étnicas, lingüísticas y culturales: no hay un sínodo de obispos responsables de todas las iglesias en América, y no hay primacía o punto de responsabilidad en el mundo ortodoxo con la autoridad para corregir tal situacion. 
 Josiah Trenham señaló nueve divisiones de la práctica pastoral entre las jurisdicciones ortodoxas de los Estados Unidos.

### Francia
El metropolitano Felipe de la Arquidiócesis Cristiana Ortodoxa de Antioquía de América del Norte señala a París, Francia, como un ejemplo de filetismo. El argumenta: 
 Un ejemplo más de filletismo es París, Francia. Hay seis obispos ortodoxos coexistentes con jurisdicciones eclesiológicas superpuestas. En mi opinión y en la opinión de los canonistas ortodoxos, esto es filletismo. 
 Sin embargo, el Patriarcado Ecuménico afirma que es la única autoridad canónica legítima para todos los ortodoxos que viven en Europa Occidental, tanto teniendo en cuenta el canon 28 del Concilio de Calcedonia, como también porque desde el siglo XI el Patriarca y Papa de Roma ya no puede ofrecer atención pastoral a los ortodoxos en Occidente y la sede de Constantinopla es el Patriarcado más cercano, geográficamente, que puede ofrecer dicha atención. 

### Estonia
Tras la desintegración de la Unión Soviética, surgieron divisiones dentro de la comunidad ortodoxa en Estonia quienes deseaban permanecer bajo la autoridad rusa y quienes deseaban regresar a la jurisdicción del Patriarcado Ecuménico, y la disputa a menudo se desarrollaba por motivos étnicos. Muchos rusos inmigraron a Estonia durante la ocupación soviética. Las largas negociaciones entre los dos patriarcados no llegaron a ningún acuerdo. 
En 1993, el sínodo de la Iglesia Ortodoxa de Estonia en el Exilio fue reinscrito como Iglesia Ortodoxa Autónoma de Estonia, y el 20 de febrero de 1996, el Patriarca Ecuménico Bartolomé I renovó los tomos otorgados a la OCE en 1923, restableciendo su subordinación canónica. al Patriarcado Ecuménico. Esta acción provocó una protesta inmediata del patriarca nacido en Estonia Alexei II del Patriarcado de Moscú, que consideraba a su Estonia natal como parte de su territorio canónico y el Patriarca de Moscú eliminó temporalmente el nombre del Patriarca Ecuménico de los dípticos. 
Se llegó a un acuerdo en el que las congregaciones locales podían elegir qué jurisdicción seguir. La comunidad ortodoxa en Estonia, que representa alrededor del 14% de la población total, permanece dividida, y la mayoría de los fieles (en su mayoría rusos étnicos) permanecen bajo Moscú. Según un informe del Departamento de Estado de EE. UU. De noviembre de 2003, unos 20.000 creyentes (en su mayoría de etnia estonia) en 60 parroquias forman parte de la iglesia autónoma, con 150.000 fieles en 31 parroquias, junto con la comunidad monástica de Pühtitsa, que rinde lealtad tradicional a Moscú. .

## Otras lecturas
- Ruso Autocephaly y Ortodoxia en América: Una Evaluación con Decisiones y Opiniones Formales. Nueva York: La Prensa de Observador ortodoxa, 1972.
- Trempelas, Panagiotis. El Autocephaly del Metropolia en América. Brookline, Massachusetts: Escuela de Cruz Santa de Prensa de Teología, 1974.
- Moscú Patriarchate Desfile ‘de Caras de Soberanías' Dentro Ortodoxia (Opinión de Historiador de Iglesia Vadim Venediktov)
- El Fenómeno de Ethnophyletism en Años Recientes

- Datos: Q1293401